# Den svarta boken från Carmarthen

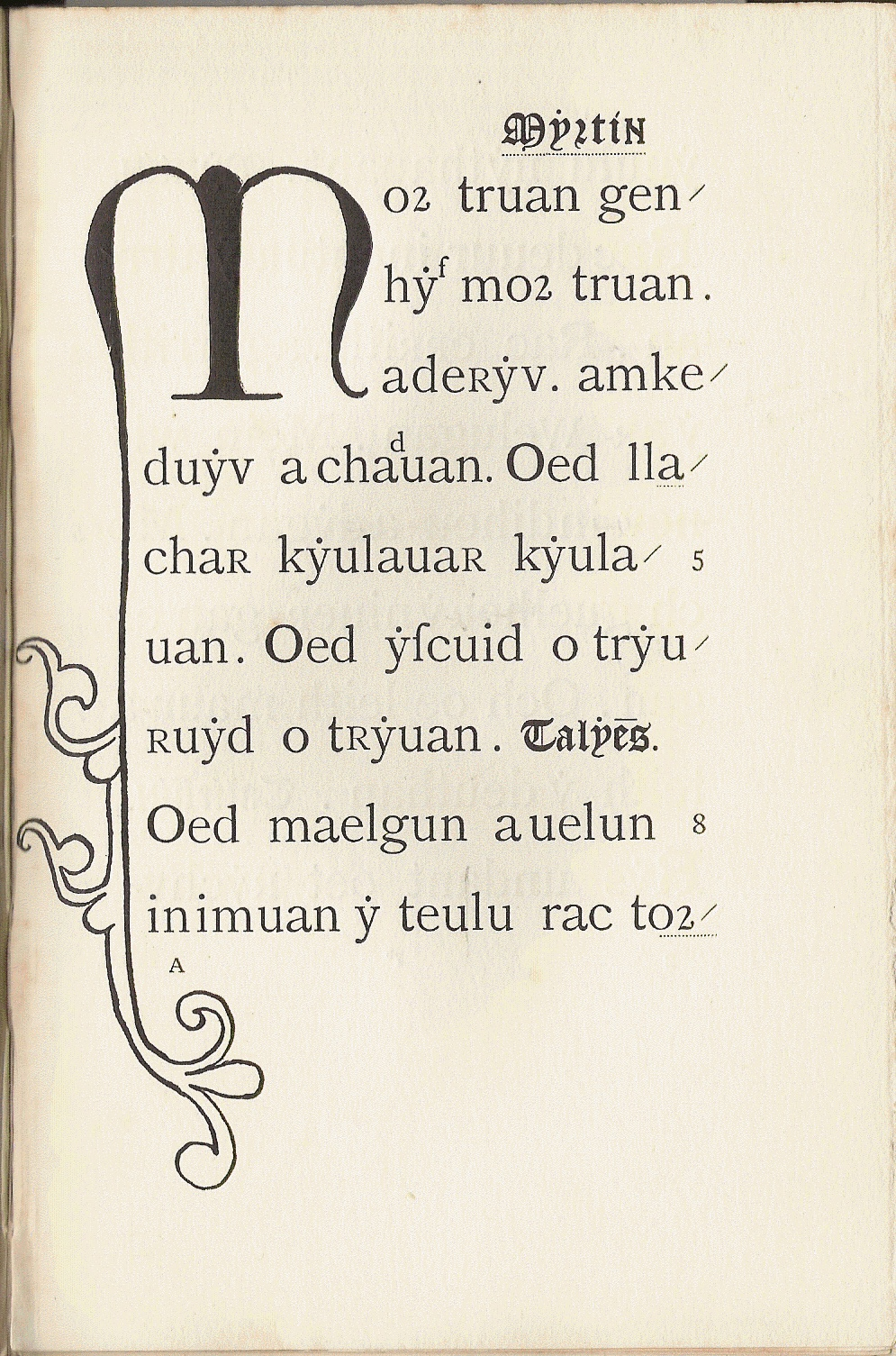
Sidan 1 från J. G. Evans utgåva (1907) av Den svarta boken från Carmarthen, 'Ymddiddan' (dialog) mellan Myrddin (Merlin) och Taliesin.

Den svarta boken från Carmarthen (kymriska: "Llyfr Du Caerfyrddin") är sannolikt det äldsta bevarade manuskriptet författat på kymriska. Boken dateras till mitten av 1200-talet och namnet härrör från kopplingen till Aposteln Johannes kloster och Teulyddog i Carmarthen, samt det faktum att bokens band till färgen är svart. Den är för närvarande en del av samlingarna vid National Library of Wales med katalognummer NLW Peniarth MS 1.
Manuskriptet var ett av många i samlingarna från herresätet Hengwrt nära Dolgellau, Gwynedd som upptäcktes av den walesiske antikvarien Robert Vaughan. Samlingarna överläts senare till National Library of Wales under namnet Peniarth or Hengwrt-Peniarth Manuscripts. Man tror att manuskriptet först katalogiserades när det kom i John Price of Breacons ägo under mitten av 1500-talet. John Price of Breacon arbetade med att kartlägga upplösningen av kloster och han fick boken som en gåva av skattmästaren vid St David’s Cathedral. Den hade sitt ursprung i Carmarthens kloster. Llyfr Du Caerfyrddin beskrevs av William Forbes Skene (1809–92) som ett av de fyra forntida walesiska bokverken.

## Beskrivning
Manuskriptet författades före 1250 och är en förhållandevis liten (170 x 125 mm) ofärdig skrift bestående av 54 blad (108 sidor) i åtta sammanhållna delar. Ett flertal blad saknas. Trots att verket sannolikt är nedtecknat av en enda skribent så pekar inkonsekvenser gällande pikturens storlek och täthet, antal rader per blad och typen av linjering på att det inte rör sig om en yrkesskribent och att det har tillkommit under en längre tidsperiod. Första bladet är skrivet med stora skrivtecken på varierande linjering medan följande blad har betydligt mindre, något sammanpressad, text.

### Innehåll

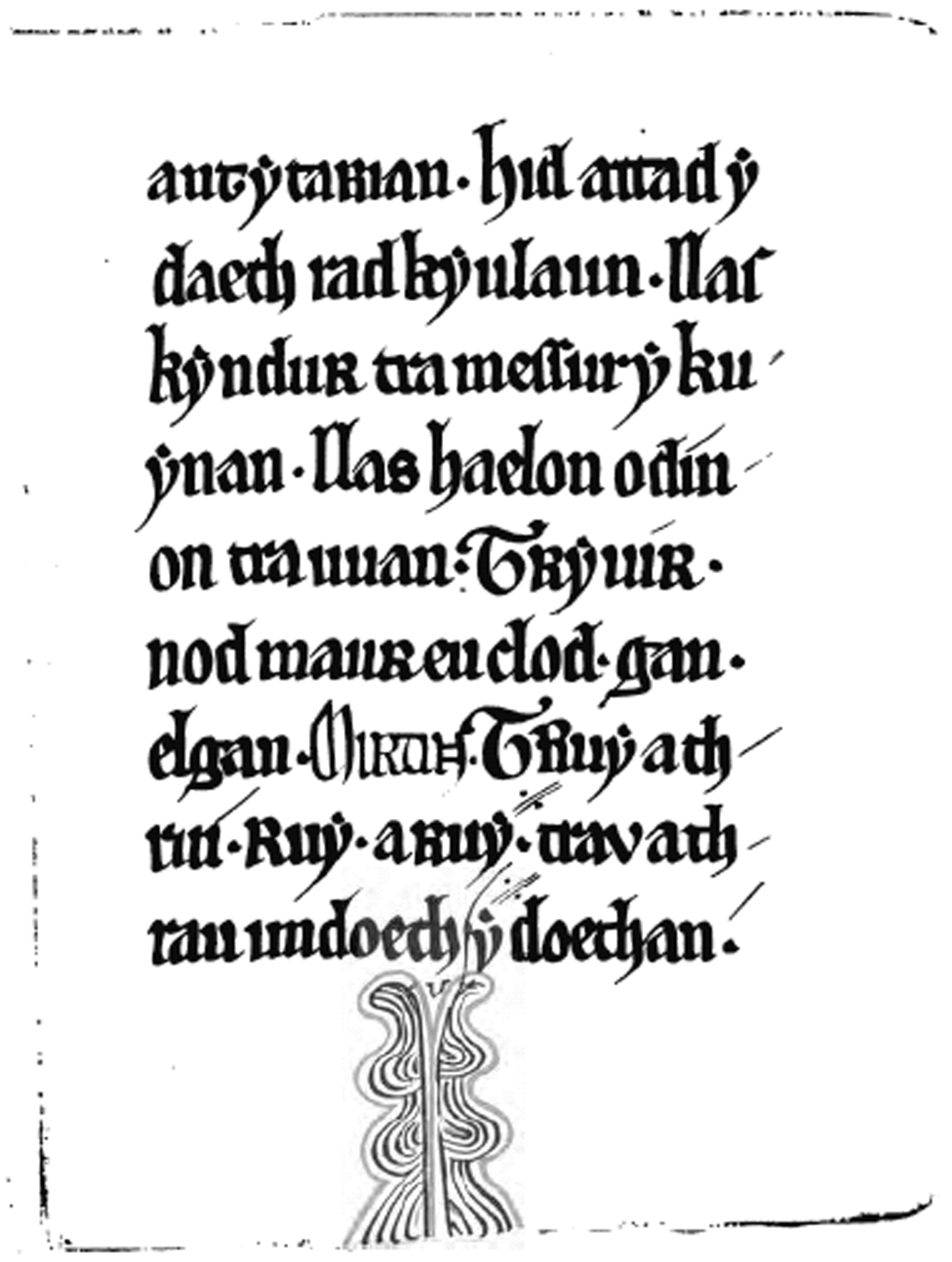
Faksimiltryck från Den svarta boken från Carmarthen.

Boken innehåller små grupper av triader om walesiska hjältars hästar, men huvudsakligen består den av löst sammanhållna samlingar av poesi från 800-talet fram till 1100-talet. Det finns flera olika kategorier poesi; såväl religiösa som profana dikter återfinns i boken, samt lovprisande oden och sorgedikter. De mer intressanta dikterna är de som handlar om traditionella walesiska berättelser, framför allt de med koppling till Arthurlegenderna och Myrddin eftersom dessa är äldre än de berättelser om Merlin som nedtecknades av Geoffrey of Monmouth. En av dikterna, Elegin över Gereint son av Erbin, refererar till slaget vid Llongborth och omnämner här Arthurs inblandning i slaget vars geografiska plats ännu inte har kunnat fastställas.

Dikterna 'Yr Afallennau' och 'Yr Oianau' beskriver hur den galne Merlin talar till ett äppelträd och en gris i skogen, som en profetia kring kommande framgång eller misslyckande för den walesiska armen vid slaget mot normanderna i södra Wales.
Några av de andra dikterna inkluderar:
- Ymddiddan Myrddin a Thaliesin (Ett samtal mellan Myrlin och Taliesin)
- Dialogen mellan kroppen och själen
- Elegi över Madog ap Maredudd (död 1160)
- Elegin över Gereint son av Erbin
- Englynion y Beddau

## Nuläget
Det har kommit ett förslag från redaktören till tidningen Carmarthen Journal om att man bör förvara boken Carmarthen så att både ortsbefolkningen och turisterna kan få se den.
2002 meddelande man att boken hade skannats in så att en digital kopia nu finns tillgänglig på nätet.
I mars 2015 rapporterade professor Paul Russell och doktoranden Myriah Williams vid University of Cambridge att man med hjälp av olika bildförbättringsmetoder såsom ultraviolett belysning och bildförbättringsmjukvara hade lyckats få fram innehåll som inte är synligt för blotta ögat. Bland annat har man kunnat uttyda marginalanteckningar i boken som har suddats ut för 500 år sedan och därigenom kommit fram till att boken var en gåva från en familjemedlem till en annan. Man har även hittat teckningar av fiskar och människoansikten och en tidigare okänd walesisk dikt.